# Elise Polko
Elise Polko, nascuda Elise Vogel, (Wakerbarthsruhe, 31 de gener de 1823 - Múnic, 15 de maig de 1899) f fou una poetessa i cantatriu alemanya.
El seu pare va ser director de la Bürgerschule unificada i fundador de la Realschule a Leipzig. Els seus germans van ser Eduard Vogel (1829-1856), explorador d'Àfrica i astrònom; Hermann Carl Vogel astrònom (1841 – 1907); i Julie Vogel (Julie Dohmke 1827-1913), escriptora, editora i traductora. Ja amb disset anys va fer amb molt èxits com cantant concertant.
Aconsellada per Felix Mendelssohn Bartholdy per no deixar el cognom de naixement, va rebre lliçons de cant del cèlebre mestre espanyol Manuel Patricio Rodríguez Sitches García, a París. Després intentà dedicar-se al teatre i debutà a Frankfurt del Main, però circumstancies especials l'impediren cultivar l'escena. Es va presentar en canvi, en diversos concerts, en els quals recollí molts aplaudiments. Va contraure matrimoni amb Polko, del qual va prendre el cognom com era de costum aleshores, un funcionari superior de l'administració de ferrocarrils. Des de llavors es dedicà particularment a la literatura.
Entre les seves obres, consagrades especialment a la música, cal mencionar:
- Musikalische Märchen (1852);
- Faustina Hasse, novel·la (1860);
- Die Bettleroper (1863);
- Alte Herren (1865);
- Verklungene Akkorde (1868);
- Eriunerungen an F. Mendelssohn Bartholdy (1868);
- Niccolo Paganini und die Geigenbauer (1876) obra publicada també en italià;
- Vom Gesange (1876);
- Aus der Künstlerwelt (1878);
- Die Klassiker der Musik (1880);
- Meister der Tonkunst (1896), etc.

D'algunes d'aquestes obres se'n feren diverses edicions.